# Maoricrypta
Maoricrypta is een geslacht van weekdieren uit de klasse van de Gastropoda (slakken). 

## Soorten
- Maoricrypta costata (G. B. Sowerby I, 1824)
- Maoricrypta haliotoidea Marwick, 1926 †
- Maoricrypta immersa (Angas, 1865)
- Maoricrypta kopua B. A. Marshall, 2003
- Maoricrypta monoxyla (Lesson, 1831)
- Maoricrypta profunda (Hutton, 1873) †
- Maoricrypta radiata (Hutton, 1873) †
- Maoricrypta sodalis B. A. Marshall, 2003
- Maoricrypta youngi Powell, 1940